# چی-هوی وونگ
چی-هوی وونگ (به انگلیسی: Chi-Huey Wong) (۳ اوت ۱۹۴۸) یک بیوشیمی‌دان تایوانی تبار و اهل آمریکا است. وی در حال حاضر استاد در در گروه شیمی مؤسسه پژوهشی اسکریپس در شهر کالیفرنیا  است.  وونگ عضو آکادمی ملی علوم ایالات متحده، برنده جایزه ولف در شیمی و جایزه رابرت رابینسون است. او تاکنون بیش از ۷۰۰ مقاله منتشر کرده و همچنین دارای بیش از ۱۰۰ اختراع ثبت شده‌است.